# Rodrigo Orgóñez
Rodrigo Ordóñez (Oropesa, 1490 – Batalla de las Salinas, 26 de abril de 1538) fue un militar y explorador español. Participó en la conquista del Imperio Inca.

## Primeros años
Sus padres, judíos recientemente convertidos al cristianismo, eran zapateros remendones pobres. Su madre fue perseguida por hechicería y el nombre Orgóñez lo tomó Rodrigo de un noble, Juan de Orgoños, que según él era su padre, aunque Orgoños siempre lo negó. Rodrigo Orgóñez lo abrumaba con regalos de oro y plata, a cambio de los cuales "lo que a vuestra merced suplico es que se entienda por cualquier vía que yo sea legítimo, y por esta vía se podrá haber hábito de Santiago" (carta desde el Cuzco, 2 de julio de 1535).

## Juventud
Salió de su nativa Oropesa (Toledo) huyendo de las consecuencias de una riña y se hizo fama de valiente en las campañas de Italia; estuvo entre los soldados que apresaron a Francisco I en Pavía y regresó a Oropesa en triunfo. Después de más aventuras en Europa, partió a conquistar nuevos mundos en América, junto a su hermano Diego Méndez.

## Conquistador
Tras varias incursiones infructuosas en el Istmo y en Honduras, llegó a Cajamarca con Diego de Almagro y ascendió hasta llegar a ser el segundo de más confianza como mariscal en la marcha hacia el Cuzco, la expedición de Chile, la captura de Hernando Pizarro y la batalla de Abancay.
Poco antes de esta última, el 30 de marzo de 1538, redactó su testamento disponiendo de alrededor de 40 000 ducados, seis caballos, varios esclavos, etc. Dejó legados a sus supuestos padres, pero su principal heredero era su hermano Diego Méndez.
Su gran labor en el Perú incluye la captura del Vilac Umu y de los principales capitanes del ejército de Manco Inca, quien finalmente logró huir. Estos hechos terminaron por obligar al monarca indígena a refugiarse en la selva, abandonando parcialmente la lucha.
Murió en la batalla de las Salinas, asesinado cobardemente por un soldado pizarrista de apellido Fuentes, tras haber ofrecido una brava lucha por su bando.